# Jean Fievez
Jean Fievez (30 de novembre de 1910 - 18 de març de 1997) fou un futbolista belga.

## Selecció de Bèlgica
Va formar part de l'equip belga a la Copa del Món de 1938.